# Putoniessa nota
Putoniessa nota är en insektsart som beskrevs av Evans 1941. Putoniessa nota ingår i släktet Putoniessa och familjen dvärgstritar. Inga underarter finns listade i Catalogue of Life.